# RemaxWorld Expo
RemaxWorld Expo es una feria comercial anual que se compone de vendedores de la industria de consumibles de impresión. El evento empezó en 2007, el resultado de una empresa conjunta entre el China Council for the Promotion of International Trade (CCPIT) y Recycling Times Media Corporation (RT Media). Centrados en Zhuhai (Guangdong, China), ampliamente conocido por ser el capital de consumibles de impresión del mundo, actualmente la exhibición está localizada en el recientemente construido Zhuhai International Convention & Exhibition Centre. En 2015, la feria hospedo 463 exhibidores y 13,938 visitantes de 83 países. 
RemaxWorld Expo es la feria comercial más grande de la industria de consumibles de impresión, y es una exhibición clave del Ministerio de Comercio. 

## Historia

### RemaxWorld Expo
Recycling Times (RT) Media Corporation fue fundado por Tony Lee y Sabrina Lo en 2006. Después de contratar los servicios del veterano de la industria, David Gibbons, la compañía empezó la gestión de una pequeña, anual exhibición de tres días llamado el “RemaxAsia Expo”, que se ubicó en el Zhuhai International Hotel. El evento ha crecido año tras año, con 5000 visitantes en 2008, y 8626 en 2010 después de haber cambiado la locación al China International Aviation & Aerospace Exhibition Centre.
Tres años después de su fundación, RT Media se convirtió independiente de su socio, una compañía localizada en Inglaterra. Posteriormente, el evento fue renombrado CIFEX temporalmente. En 2011, la feria ya se había convertido en la feria comercial más grande de consumibles de impresión del mundo, y la primera exhibición anual ubicada en el Airshow Centre en Zhuhai. Otra vez, el récord de asistencia estuvo mejorado ese año con 9893 visitantes buscando provisiones de imprimir de computadoras. 
Desde 2013, el expo anual de RT Media está localizado en el nuevamente construido Zhuhai International Convention & Exhibition Centre, con más de 10 000 visitantes todos los años.
En 2015, RT Media adquirió la revista basada en los Estados Unidos, Recharger Magazine, junto con su feria comercial llamada World Expo que se operó en Las Vegas por casi 30 años. Subsecuentemente, el nombre se cambió otra vez más, convirtiéndola a una combinación del nombre anterior Remax y el nuevo nombre adquirido, World Expo. La exhibición se convirtió y es nuevamente conocida como RemaxWorld Expo para atraer su audiencia internacional, y enseñar su aspecto global.

### RT Media
Recycling Times Media anima discusión y colaboración entre el Aftermarket y los sectores OEM.
Siguiendo la introducción de su primer evento en 2007, la compañía comenzó la publicación de su revista mensual de consumibles de impresión en chino. Desde entonces, la revista ha agregado ediciones en inglés y español y una transmisión de televisión semanal. En 2012 empezó la cooperación con una agencia basada en Moscú, Business Inform, para empezar una publicación trimestral de una versión de la revista en ruso.

## Industrias que colaboran

### Cartuchos de tóner refabricados
La refabricación de cartuchos es el proceso de rellenar un cartucho de impresora usado con un nuevo tóner y remplazando las partes gastadas. Este término moderno también insinúa una restauración del cartucho, remplazando las partes dañadas.
Hay algunos riesgos asociados con la compra de los cartuchos de tóner refabricados. Un cartucho mal refabricado tal vez puede gotear, mal funcionar, o hacerle daño a la impresora. También hay posible peligros que pueden aparecerse en el futuro si el cartucho de tóner usa un tóner genérico, que puede ser menos compatible con cualquier impresora. La emersion de cartuchos de tóner refabricados de cualidad más alta por el Aftermarket ha creado una reacción de los OEMs en relación con dos aspectos: legal y técnico. Hablando legalmente, la protección de los derechos de propiedad intelectual se ha convertido a la prioridad de máximo esfuerzo, con los OEMs presentando demandas por violaciones de los derechos de autor. La creación de componentes más complicados, especialmente microchips, tóner y OPC (tambores) tecnologías ha hecho necesario que el Aftermarket invierta más para poder proveer una alternativa consistente y de cualidad. Los OEMs están, por lo tanto, constantemente haciendo una oferta para sobrepasar el Aftermarket para asegurar que los productos favorables sean los de ellos mismos. 
Además, muchos Original Equipment Manufacturers (OEMs) afirman que el Aftermarket invade su propiedad intelectual con la refabrication y venta de los cartuchos vacíos. Diferentes demandas, predominantemente en los Estados Unidos y Europa, enseñan la disputable batalla entre estos dos sectores. El 27 de junio de 2016, Hewlett-Packard presentó una queja ante el United States International Trade Commission (USITC) en relación con la violación de los derechos de autor de los sistemas de empresa y componentes, específicamente cabezales y cartuchos de tinta.

### Impresoras de inyección de tinta
Las impresoras de inyección de tinta es un tipo de impresora de computadora que recrea una imagen digital cuando empuja gotas de tinta en papel, plástico, u otras sustancias. Las impresoras de inyección de tinta son las más comunes entre todos los diferentes tipos de impresoras, y varían en diferentes calidades, tamaños, y precios.  
Las impresoras de inyección de tinta se originaron en la década de 1950, pero no fueron promocionadas ni vendidas hasta la década de 1980. Los cuatro OEM que representan las ventas de impresoras de inkjet son Canon, Hewlett-Packard (HP), Epson, y Lexmark. HP guio el camino, lanzando la primera impresora Deskjet inkjet, valuada a una enorme cantidad de $1000 en 1988.

### Productos en exhibición
En los primeros años de la exposición se exhibieron componentes tales como tintas, tóneres, cuchillas de limpieza y herramientas. Los visitantes eran principalmente refabricantes buscando trabajo técnico en relación con soluciones, componentes y las partes que se usan en el proceso de refabrication. También había cantidad de compañías demostrando sus provisiones compatibles en venta para comerciantes, distribuidores, mayoristas y papelerías. 

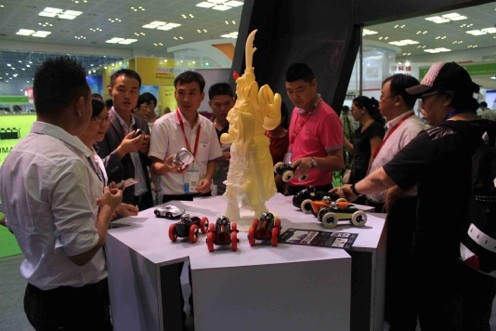
Exhibidores en el RemaxWorld Expo

En 2010, en resultado del aumento de costo y dificultad en obtener cartuchos usados y vacíos para refabricar, también llamados carcazas, algunas compañías en China empezaron a construir nuevos cartuchos usando tecnología de amolde usando inyecciones, para copiar la apariencia y funciones de los productos OEM. Este sector de la industria se ha expandido en China, con productos terminados con nuevos amoldes. Estos nuevos productos fueron fabricados más baratos, en algunos casos, que lo que costaria coger un cartucho vacío y usado fabricado por OEM. Demanda de un patente entre los fabricantes de OEM y Aftermarket, ha dirigido que muchos en el Aftermarket creen sus propias tecnologías y trabajen alrededor de soluciones para evadir demandes de mucho dinero y evadir que los boten del mercado.
Más recientemente, ha habido un cambio hacia la exhibición de productos terminados, sin importar si son refabricados o nuevamente construidos. Muchas piezas y herramientas siguen en exposición, incluyendo tintes, tóneres, chips, Optical Photo Conductor (OPC) tambores, rodillos magnéticos, y cuchillas dosificadoras; equipos de producción y de prueba; papeles de inyección de tinta, papeles de copia, papeles de transferencia térmicos, y otros papeles de especialidad; y partes de impresoras & copiadoras. Productos terminados de Aftermarket están convirtiéndose más y más abundantes en la feria incluyendo cintas, cartuchos de tóner, y tinta. Un desarrollo adicional es el volumen de proveedores de tecnología que sigue creciendo, servicios de información, software, sistemas de IT, entrenamiento, medios de comunicación, y soluciones de documentos relacionados con la industria de consumibles de impresión que atienden la feria.

### Impresión 3D
El sector 3D de la exhibición es una sección bastante nueva y muy prometedora para la feria y la industria de impresión en general. iPrint 3D Expo era previamente una exhibición separada organizada por Recycling Times Media, que solamente se enfocaba en exhibir aplicaciones de impresión 3D, y fue una de las primeras ferias de impresión 3D en China. iPrint 3D ahora será localizada en la misma locación y al mismo tiempo que RemaxWorld Expo, incorporándose como parte de la exhibición grande.
Tecnologías de 3D aparecieron por la primera vez en los 1980’s, en ese tiempo llamados Rapid Prototyping (RP) tecnologías. El sistema comercial 3D original fue introducido en 1987, pero hasta 2009 la primera impresión 3D no fue disponible comercialmente. Desde entonces, ha habido un mercado alcista de tecnologías 3D, convirtiéndose en una de las industrias de impresión más lucrativas.

## Zhuhai

### Zhuhai: ¿capital de los consumibles de impresión?
En 2010, el China Computer Industry Association (CCIA) nombró a la ciudad de Zhuhai «capital de consumibles de impresión del mundo» [fuente 1]. Estadísticas demuestran que el 78.6% de cintas manufacturadas en el mundo, están hechas en Zhuhai. Adicionalmente, Zhuhai produce el 68.4% de los cartuchos de inyección de tinta del Aftermarket, y 40.1% de los cartuchos de tóner del Aftermarket. 

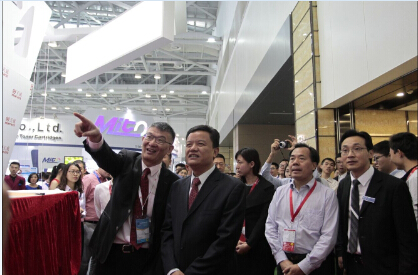
Tony Lee (derecha), y Arnald Ho (izquierda), con vicealcalde Qingli Wang

En los 50 kilómetros en el centro de Zhuhai, hay 680 fabricantes de consumibles de impresión, y empresas similares de publicidad que exportan productos valuados a más de $7 billones anualmente, a más de 100 países por el mundo y emplean más de 50,000 empleados, juntos creando una tercera parte de los empleados en la industria global de consumibles de impresión.
Las empresas principales en la industria de consumibles de impresión en Zhuhai son Seine Technology, Apex Microelectronics, Top Print Technology, Kolion Technology, Ninestar, MMC y Print-Rite (conocido como el “padre de consumibles de impresión refabricados en China”).
Se espera que la terminación del puente Hong Kong-Zhuhai-Macao refuerce al estado de Zhuhai como un centro de fábrica por la integración con Hong Kong, Macao y Guangdong.

### Apoyo del gobierno

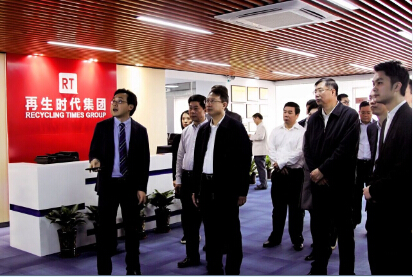
Tony Lee con el secretario del partido de Zhuhai, Yangqiang Guo

RemaxWorld Expo es un evento conjunto entre RT Media y el programa del gobierno, CCPIT. Líderes del gobierno chino locales y provinciales proveen mucho apoyo y ayuda a las compañías chinas, deseando promocionar sus productos a compradores extranjeros y promover conocimiento de la industria de Zhuhai.    
Ha habido días de servicio público, desarrollados con el objetivo de proveer servicios y comodidades como inspección de calidad, comercio electrónico transfronterizo, consulta de información, y servicios de entrenamiento personal para empresas de consumibles de impresión. Estas plataformas consisten de instalaciones como el National Consumables Test Center, el National Key Laboratory Sub-Center, Guangdong Print Consumables Engineering Technological Research and Development Center, dos Technical Enterprise Centers, y los First National Expert Enterprise Stations en la industria de consumibles en China. Servicio de información también existe, compuesto del grupo de trabajo de China National Standardization Technical Committee y el National Print Consumables Database. 
El National Consumables Test Center es el único centro de prueba nacional para impresoras y consumibles de oficina en China, gestionando supervisión, snap checks, pruebas de productos venenosos y peligrosos, varias pruebas de especialidad, además de inspecciones de confianza e inspección arbitraje en el hogar y en el extranjero. 
En 2015, con la consideración y apoyo de la agencia de comercio de Zhuhai, el grupo de industrias de especialidad de consumibles de impresión del extranjero en Zhuhai aplicó por la marca registrada comunitaria «Zhuhai Print Consumables». Desde entonces, esto ha sido aceptado por el Trademark Office of the State Aministration for Industry & Commerce of the People’s Republic of China. 